# Souimanga à tête verte
Pour les articles homonymes, voir Tête verte.
Cyanomitra verticalis
Espèce
Statut de conservation UICN

 LC  : Préoccupation mineure
Le Souimanga à tête verte (Cyanomitra verticalis) est une espèce de passereaux de la famille des Nectariniidae.

## Répartition
Cet oiseau vit principalement en Afrique équatoriale.

## Habitat
Cet oiseau fréquente endroits secs, de mangrove, zones humides terrestres, de terrain agricole, plantations, jardins ruraux.

## Alimentation
Il se nourrit du nectar de plantes, notamment des Loranthaceae.

## Sous-espèces
D'après le Congrès ornithologique international, cette espèce est constituée des quatre sous-espèces suivantes :
- C. v. verticalis  (Latham, 1790) ;
- C. v. bohndorffi  (Reichenow, 1887) ;
- C. v. cyanocephala  (Bechstein, 1811) ;
- C. v. viridisplendens  (Reichenow, 1891).